# Grande Prêmio do Brasil de 1982
Resultados do Grande Prêmio do Brasil de Fórmula 1 realizado no autódromo de Jacarepaguá em 21 de março de 1982. Foi a segunda etapa do campeonato. O brasileiro Nelson Piquet, da Brabham-Ford, venceu a prova com o finlandês Keke Rosberg em segundo pela Williams-Ford, mas ambos foram desclassificados quase um mês depois de realizada a etapa brasileira, porque seus carros estavam abaixo do peso regulamentar e por conta disso a FISA atribuiu a vitória ao francês Alain Prost, da Renault, originalmente o terceiro colocado na prova.
Outra consequência dessa medida de força foi que as equipes vinculadas à Associação dos Construtores da Fórmula 1 (FOCA) boicotaram o Grande Prêmio de San Marino realizado em Ímola em 25 de abril.

## Resumo

### De volta ao batente
Dias após o cancelamento do Grande Prêmio da Argentina, a Ferrari foi a primeira a desembarcar no Rio de Janeiro para a disputa da etapa brasileira e a ela uniram-se outros times como Williams e Brabham, os quais dominaram a categoria nos últimos dois anos. Aproveitando a oportunidade em suas mãos, Nelson Piquet marcou o melhor tempo em Jacarepaguá com seu modelo Brabham BT49 ao testar os compostos da Goodyear na quarta-feira de cinzas. Sem melhores impressões da pista devido aos problemas de motor, o ferrarista Gilles Villeneuve queixou-se do asfalto ondulado enquanto, no terceiro dia de testes, o finlandês Keke Rosberg cravou o melhor tempo com o recém-concebido Williams FW07 naquele mês de fevereiro.
Na primeira quinzena de março aconteceu uma nova rodada de treinos e nela o canadense Gilles Villeneuve chegou a assinalar o melhor tempo enquanto Nelson Piquet levou seu novo carro para a pista superando a marca do rival. O bom desempenho da Brabham ocorreu apesar da troca no seu fornecimento de motores, pois se em Kyalami o time de Bernie Ecclestone usou os propulsores turbo da BMW, em Jacarepaguá o dirigente britânico reatou os laços com os motores aspirados Ford preparados pela onipresente Cosworth.

### Treinos oficiais
Graças a um motor turbo potente, o francês Alain Prost tomou o primeiro lugar de Keke Rosberg durante o treino oficial de 19 de março, enquanto René Arnoux pôs a outra Renault à frente de Nelson Piquet, cujo carro terminou em quarto lugar naquela sexta-feira. No dia seguinte o tempo de Prost não foi superado e ele assegurou sua terceira pole position na carreira, colocando-se adiante de Gilles Villeneuve com Keke Rosberg e René Arnoux na segunda fila, cabendo a Nelson Piquet a sétima posição no grid. Fatigado por conta do esforço e do calor excessivo, Alain Prost reclamou das ondulações no asfalto, mas não escondeu a sua tática: "Como sempre, vou aproveitar ao máximo a largada. Minha tática é assumir a liderança desde a saída para não mais perdê-la. Pretendo, se possível, livrar o máximo de vantagem no começo, para depois poupar o carro, porque acredito que muita gente vai quebrar". Ato contínuo, o piloto não se fez de rogado e admitiu ser o favorito à vitória.

### Vitória de Nelson Piquet
Resignado por não ter rendido o que poderia, Nelson Piquet teve um alento no warm up de domingo quando marcou a melhor volta com tanque cheio e usando pneus duros. Após a largada o bólido de Gilles Villeneuve assumiu a ponta no momento em que o pelotão chegou na reta dos boxes com Alain Prost e René Arnoux atrás deles, mas logo as posições da equipe Renault foram invertidas graças a uma manobra de Arnoux. No sexto giro o vice-líder da prova estava com Riccardo Patrese e Nelson Piquet em seu encalço até o brasileiro assumir o terceiro lugar na nona volta e a vice-liderança na décima sétima passagem ao superar Keke Rosberg no retão, embora o finlandês tenha ultrapassado seu adversário nas voltas vinte e sete e vinte e oito, mas recebeu o troco de Piquet na volta 29 quando este entrou na curva do retão e ficou adiante de Rosberg.
Duelar de modo tão forte com Rosberg fez Piquet aproximar-se de Villeneuve e este travou as rodas após uma troca de marchas no miolo do circuito e saiu da corrida na trigésima volta cruzando a pista à frente de Piquet. Atento, o brasileiro freou e executou a manobra que o levou à liderança trazendo consigo Keke Rosberg e Riccardo Patrese, mas como este rodou na trigésima terceira volta e recolheu-se ao pit lane por cansaço físico, o terceiro lugar coube a Alain Prost. Para o francês era uma posição de honra considerando que em determinado instante da porfia sua Renault estava num apagado sétimo lugar. Um pouco distante dos líderes estavam a McLaren de John Watson e a Lotus de Nigel Mansell enquanto a Tyrrell de Michele Alboreto tomou o sexto lugar de Manfred Winkelhock e sua ATS. Contudo, antes que a prova terminasse, Rosberg ainda tentou um ataque final, mas o aprumo de Piquet fez a diferença subir de dois para mais de dez segundos e tornou-se o primeiro brasileiro a vencer em Jacarepaguá.
Tamanho foi o esforço de Nelson Piquet, tal era a fadiga depois da prova, que ele fraquejou e desmaiou no pódio durante a cerimônia de premiação. Vítima de uma lipotimia por causa do cansaço e da grande perda de líquido ao longo da corrida, o brasileiro recobrou as forças quando derramaram água sobre ele e assim o mesmo continuou na solenidade junto com Keke Rosberg e Alain Prost. Após duas horas no centro médico de Jacarepaguá, o campeão de 1981 afirmou ter largado aquém do esperado e declarou ter sentido cansaço apenas nas últimas quinze voltas, mas o melhor momento de sua entrevista coletiva ocorreu ao descrever sua vitória no Brasil: "Tecnicamente foi a melhor de minha vida, principalmente nas primeiras quarenta voltas, quando andei no limite do carro, além de saber que tinha de ultrapassar pelo menos quatro adversários. Essas quarenta voltas foram praticamente sem erros e o carro correspondeu", disse ele sendo refrescado por um abano.
Feliz por ter chegado na segunda posição, o finlandês Keke Rosberg celebrava seu primeiro pódio enquanto explicava o resultado: segundo ele suas chances de vitória foram impedidas pela condução arrojada de Piquet e o desgaste dos pneus da Williams. Quanto a Alain Prost foi possível notar sua satisfação com o terceiro lugar. Surpreendente foi a decisão do argentino Carlos Reutemann: ele que abandonou a etapa brasileira após um acidente com René Arnoux na vigésima primeira volta, anunciou sua aposentadoria dias depois de correr em Jacarepaguá.
Graças aos resultados da etapa brasileira, Alain Prost manteve-se na liderança do campeonato com treze pontos, quatro adiante de Nelson Piquet e cinco a mais que Keke Rosberg. No mundial de construtores a Renault liderava com dezessete pontos ante quatorze da Williams e nove da Brabham.

### Desclassificados pela FISA
Enquanto Bernie Ecclestone colhia os louros da vitória dois dirigentes apresentaram um protesto junto à Comissão Desportiva do Grande Prêmio do Brasil a fim de impugnar o triunfo da Brabham: Jean Sage e Dario Casavara, chefes de equipe na Renault e na Ferrari, respectivamente. Nele os signatários apontam como irregular o sistema de refrigeração de freios usado por Brabham e Williams onde os tanques para armazenamento dão peso aos bólidos antes da largada pois estão cheios, mas durante a prova a água e o óleo são utilizados e assim os carros chegam ao final da porfia com um peso abaixo do permitido. Embora os reservatórios sejam enchidos antes da pesagem oficial subsiste uma acusação de "vantagem indevida" e para reforçar sua tese, Sage fotografou os tanques d'água da Brabham, mas após quatro horas de discussão o recurso foi negado. Apesar disso um comissário de pista afirmou sob anonimato: "O pior é que eles (Renault e Ferrari) estão certos".
A rigor existia um trecho ambíguo no regulamento desportivo da categoria segundo o qual: "o fluido consumido durante a corrida pode ser completado ao final dela". Foi esta a brecha utilizada por Brabham e Williams a fim de justificar seus atos e caso as autoridades desportivas dessem validade a esse ardil os demais times de Fórmula 1 estariam livres para usá-lo, mas não sendo esta uma interpretação pacífica o caso foi examinado pela Federação Internacional de Automobilismo Esportivo (FISA) num julgamento em Paris a 19 de abril, seis dias antes do Grande Prêmio de San Marino de 1982.
Nele as equipes Brabham e Williams admitiram o uso dos tanques d'água em seus carros como um recurso para diminuir o peso dos mesmos a parir da ambiguidade expressa no regulamento minimizando o poderio dos motores turbocomprimidos utilizados por Renault e Ferrari. Soube-se então que foi Colin Chapman, o todo-poderoso da Lotus, o primeiro a descobrir essa "falha" normativa, mas apenas Gordon Murray (projetista da Brabham) e Patrick Head (cofundador da Williams) conceberam um "embuste aerodinâmico" à margem das regras vigentes. Tão logo terminou a etapa brasileira os mecânicos de Brabham e Williams foram ao parking fechado com o objetivo de completar os tanques dos carros sob a oposição de Bruno Brunetti, comissário técnico vinculado à Confederação Brasileira de Automobilismo. No entanto a intervenção de Bernie Ecclestone, aos gritos, afirmando que tal ação era permitida pelo regulamento, esvaziou a autoridade do comissário brasileiro. Cabe registrar que, para serem reabastecidos, os tanques foram abertos sem a presença de um delegado da FISA, detalhe não notado a princípio.
Exposto o caso, o Tribunal de Apelação da FISA examinou também o regulamento e nele estavam expressos 580 kg como peso mínimo de um carro de Fórmula 1 e segundo a corte esse peso, apesar das ambiguidades alegadas, deve ser o mesmo durante toda a prova. Neste ponto ruiu a tese de Williams e Brabham, pois se cada tanque lateral de água é esvaziado ao longo da prova, cada carro poderia estar de 50 a 60 kg mais leve, resultando numa infração ao que foi pactuado. Desse modo o tribunal cassou a vitória de Nelson Piquet no Autódromo de Jacarepaguá, bem como o segundo lugar de Keke Rosberg e proibiu o uso das "caixas d'água" a partir de então.

### O fator Ferrari
Parte interessada no recurso julgado pelo Tribunal de Apelação da FISA, a Ferrari atuou não apenas na seara formal para a resolução do caso, pois o time carmim apresentou-se no Grande Prêmio do Oeste dos Estados Unidos com um aerofólio traseiro irregular e não fez questão de escondê-lo: as duas peças do mesmo foram fixadas lado a lado e presas no mesmo suporte central, dando-lhe, na prática, o dobro das dimensões permitidas. Afrontar o regulamento foi uma maneira do comendador Enzo Ferrari exigir coerência de Jean-Marie Balestre, presidente da Federação Internacional de Automobilismo Esportivo (FISA) quanto ao estrito cumprimento das regras desportivas. Caso Brabham e Williams fossem absolvidas pelo uso irregular das caixas d'água, a Ferrari deveria ser tratada da mesma forma, não importando as configurações de seu aerofólio.
Num primeiro instante as infrações de Brabham e Williams no Brasil não mereceram punição, daí a contrariedade da Ferrari e sua atitude birrenta nos Estados Unidos onde Gilles Villeneuve perdeu o terceiro lugar conquistado em Long Beach pouco depois de encerrada a prova. Por que então suas coirmãs restariam impunes? Afinal, segundo a mensagem implícita vinda de Maranello, regras só fazem sentido quando há pessoas dispostas a cumpri-las. 

### No colo de Alain Prost
Após o veredicto da Federação Internacional de Automobilismo Esportivo (FISA) o francês Alain Prost, da Renault, foi declarado vencedor do Grande Prêmio do Brasil em seu primeiro triunfo no país e ao lado de John Watson (McLaren) e Nigel Mansell (Lotus) no "pódio oficial" da corrida. Em quarto lugar surgiu Michele Alboreto (Tyrrell) com Manfred Winkelhock (ATS) marcando os únicos pontos de sua carreira enquanto Didier Pironi (Ferrari) completou a nova zona de pontuação. Diante da sentença emitida em Paris, o finlandês Keke Rosberg comentou, entre a ironia e a surpresa: "Alain Prost é o campeão e todos os outros pilotos podiam voltar para casa".

## Resultados

### Pré-classificação
| Pos. | Nº | Piloto             | Construtor   | Tempo    | Dif.    |
| ---- | -- | ------------------ | ------------ | -------- | ------- |
| 1    | 18 | Raul Boesel        | March-Ford   | 1:30.038 | —       |
| 2    | 31 | Jean-Pierre Jarier | Osella-Ford  | 1:31.293 | + 1.255 |
| 3    | 35 | Derek Warwick      | Toleman-Hart | 1:32.995 | + 2.957 |
| 4    | 36 | Teo Fabi           | Toleman-Hart | 1:33.016 | + 2.978 |
| 5    | 32 | Riccardo Paletti   | Osella-Ford  | 1:36.172 | + 6.134 |

### Treinos classificatórios
| Pos.    | Nº | Piloto             | Construtor      | Q1       | Q2       | Dif.    |
| ------- | -- | ------------------ | --------------- | -------- | -------- | ------- |
| 1       | 15 | Alain Prost        | Renault         | 1:28.808 | 1:29.120 | —       |
| 2       | 27 | Gilles Villeneuve  | Ferrari         | 1:30.418 | 1:29.173 | + 0.365 |
| 3       | 6  | Keke Rosberg       | Williams-Ford   | 1:29.910 | 1:29.358 | + 0.550 |
| 4       | 16 | René Arnoux        | Renault         | 1:30.121 | 1:30.492 | + 1.313 |
| 5       | 8  | Niki Lauda         | McLaren-Ford    | 1:30.715 | 1:30.152 | + 1.344 |
| 6       | 5  | Carlos Reutemann   | Williams-Ford   | 1:30.944 | 1:30.183 | + 1.375 |
| 7       | 1  | Nelson Piquet      | Brabham-Ford    | 1:30.281 | 1:30.413 | + 1.473 |
| 8       | 28 | Didier Pironi      | Ferrari         | 1:30.655 | 1:30.905 | + 1.847 |
| 9       | 2  | Riccardo Patrese   | Brabham-Ford    | 1:31.053 | 1:30.967 | + 2.159 |
| 10      | 22 | Andrea de Cesaris  | Alfa Romeo      | 1:33.255 | 1:31.229 | + 2.421 |
| 11      | 11 | Elio de Angelis    | Lotus-Ford      | 1:31.790 | 1:32.093 | + 2.982 |
| 12      | 7  | John Watson        | Mclaren-Ford    | 1:31.906 | 1:32.151 | + 3.098 |
| 13      | 3  | Michele Alboreto   | Tyrrell-Ford    | 1:32.886 | 1:31.991 | + 3.183 |
| 14      | 12 | Nigel Mansell      | Lotus-Ford      | 1:32.228 | 1:33.007 | + 3.420 |
| 15      | 9  | Manfred Winkelhock | ATS-Ford        | 1:32.524 | s/ tempo | + 3.716 |
| 16      | 23 | Bruno Giacomelli   | Alfa Romeo      | 1:32.769 | 1:33.538 | + 3.961 |
| 17      | 18 | Raul Boesel        | March-Ford      | 1:35.986 | 1:34.050 | + 5.242 |
| 18      | 10 | Eliseo Salazar     | ATS-Ford        | 1:34.740 | 1:34.262 | + 5.454 |
| 19      | 30 | Mauro Baldi        | Arrows-Ford     | 1:35.325 | 1:34.380 | + 5.572 |
| 20      | 33 | Derek Daly         | Theodore-Ford   | 1:34.413 | 1:34.676 | + 5.605 |
| 21      | 4  | Slim Borgudd       | Tyrrell-Ford    | 1:35.020 | 1:35.127 | + 6.212 |
| 22      | 17 | Jochen Mass        | March-Ford      | 1:35.039 | 1:35.248 | + 6.231 |
| 23      | 31 | Jean-Pierre Jarier | Osella-Ford     | 1:36.218 | 1:35.081 | + 6.273 |
| 24      | 26 | Jacques Laffite    | Ligier-Matra    | 1:35.874 | 1:35.084 | + 6.276 |
| 25      | 20 | Chico Serra        | Fittipaldi-Ford | 1:35.246 | 1:36.101 | + 6.438 |
| 26      | 25 | Eddie Cheever      | Ligier-Matra    | 1:35.612 | 1:35.288 | + 6.480 |
| DNQ     | 36 | Teo Fabi           | Toleman-Hart    | 1:36.312 | 1:35.326 | + 6.518 |
| DNQ     | 14 | Roberto Guerrero   | Ensign-Ford     | 1:41.028 | 1:35.730 | + 6.922 |
| DNQ     | 29 | Brian Henton       | Arrows-Ford     | 1:35.834 | 1:35.748 | + 6.940 |
| DNQ     | 35 | Derek Warwick      | Toleman-Hart    | 1:37.223 | 1:36.014 | + 7.206 |
| Fontes: |    |                    |                 |          |          |         |

### Corrida
| Pos.    | Nº | Piloto             | Chassi/Motor    | Voltas | Tempo/Diferença      | Grid | Pontos |
| ------- | -- | ------------------ | --------------- | ------ | -------------------- | ---- | ------ |
| DSQ     | 1  | Nelson Piquet      | Brabham-Ford    | 63     | Tanque d'água ilegal | 7    | [ 5 ]  |
| DSQ     | 6  | Keke Rosberg       | Williams-Ford   | 63     | Tanque d'água ilegal | 3    | [ 5 ]  |
| 1       | 15 | Alain Prost        | Renault         | 63     | 1:44:33.134          | 1    | 9      |
| 2       | 7  | John Watson        | McLaren-Ford    | 63     | + 2.990              | 12   | 6      |
| 3       | 12 | Nigel Mansell      | Lotus-Ford      | 63     | + 36.859             | 14   | 4      |
| 4       | 3  | Michele Alboreto   | Tyrrell-Ford    | 63     | + 50.761             | 13   | 3      |
| 5       | 9  | Manfred Winkelhock | ATS-Ford        | 62     | + 1 volta            | 15   | 2      |
| 6       | 28 | Didier Pironi      | Ferrari         | 62     | + 1 volta            | 8    | 1      |
| 7       | 4  | Slim Borgudd       | Tyrrell-Ford    | 61     | + 2 voltas           | 21   |        |
| 8       | 17 | Jochen Mass        | March-Ford      | 61     | + 2 voltas           | 22   |        |
| 9       | 31 | Jean-Pierre Jarier | Osella-Ford     | 60     | + 3 voltas           | 23   |        |
| 10      | 30 | Mauro Baldi        | Arrows-Ford     | 57     | + 6 voltas           | 19   |        |
| Ret     | 10 | Eliseo Salazar     | ATS-Ford        | 38     | Motor                | 18   |        |
| Ret     | 20 | Chico Serra        | Fittipaldi-Ford | 36     | Suspensão            | 25   |        |
| Ret     | 2  | Riccardo Patrese   | Brabham-Ford    | 34     | Cansaço físico       | 9    |        |
| Ret     | 27 | Gilles Villeneuve  | Ferrari         | 29     | Rodada               | 2    |        |
| Ret     | 8  | Niki Lauda         | McLaren-Ford    | 22     | Colisão              | 5    |        |
| Ret     | 16 | René Arnoux        | Renault         | 21     | Colisão              | 4    |        |
| Ret     | 5  | Carlos Reutemann   | Williams-Ford   | 21     | Colisão              | 6    |        |
| Ret     | 11 | Elio de Angelis    | Lotus-Ford      | 21     | Colisão              | 11   |        |
| Ret     | 25 | Eddie Cheever      | Ligier-Matra    | 19     | Vazamento d'água     | 26   |        |
| Ret     | 23 | Bruno Giacomelli   | Alfa Romeo      | 16     | Embreagem            | 16   |        |
| Ret     | 26 | Jacques Laffite    | Ligier-Matra    | 15     | Chassis              | 24   |        |
| Ret     | 22 | Andrea de Cesaris  | Alfa Romeo      | 14     | Chassis              | 10   |        |
| Ret     | 33 | Derek Daly         | Theodore-Ford   | 12     | Rodada               | 20   |        |
| Ret     | 18 | Raul Boesel        | March-Ford      | 11     | Rodada               | 17   |        |
| DNQ     | 36 | Teo Fabi           | Toleman-Hart    |        |                      |      |        |
| DNQ     | 14 | Roberto Guerrero   | Ensign-Ford     |        |                      |      |        |
| DNQ     | 29 | Brian Henton       | Arrows-Ford     |        |                      |      |        |
| DNQ     | 35 | Derek Warwick      | Toleman-Hart    |        |                      |      |        |
| DNPQ    | 32 | Riccardo Paletti   | Osella-Ford     |        |                      |      |        |
| Fontes: |    |                    |                 |        |                      |      |        |

## Tabela do campeonato após a corrida
| Pos.    | Piloto           | Pontos |
| ------- | ---------------- | ------ |
| 1       | Alain Prost      | 18     |
| 2       | John Watson      | 7      |
| 3       | Carlos Reutemann | 6      |
| 4       | René Arnoux      | 4      |
| 5       | Nigel Mansell    | 4      |
| Fontes: |                  |        |

| Pos.    | Construtor    | Pontos |
| ------- | ------------- | ------ |
| 1       | Renault       | 22     |
| 2       | McLaren-Ford  | 10     |
| 3       | Williams-Ford | 8      |
| 4       | Lotus-Ford    | 4      |
| 5       | Tyrrell-Ford  | 3      |
| Fontes: |               |        |

- Nota: Somente as primeiras cinco posições estão listadas. Entre 1981 e 1990 cada piloto podia computar onze resultados válidos por temporada não havendo descartes no mundial de construtores.